# Sistema solar en la ficción
Desde la Antigüedad clásica, los lugares del Sistema Solar (que no son la Tierra) han aparecido como escenarios en la ficción, inicialmente como una extensión de la forma literaria establecida del viaje imaginario a lugares exóticos supuestamente en la Tierra. Este motivo cayó en gran medida en desuso durante más de un milenio y no volvió a ser común hasta la década de 1600 con la Revolución copernicana. Durante la mayor parte de la historia literaria, el principal lugar extraterrestre fue la Luna; a finales de 1800, los avances en astronomía hicieron que Marte ganara popularidad. El descubrimiento de Urano en 1781 y Neptuno en 1846, así como los primeros asteroides a principios de 1800, tuvieron poco impacto inmediato en la ficción. El tema principal han sido las visitas de humanos a la Luna o a uno de los planetas, donde a menudo encuentran formas de vida nativas. Las sociedades alienígenas comúnmente sirven como vehículos para la sátira o la ficción utópica. Con menos frecuencia, la Tierra ha sido visitada por habitantes de otros planetas, o incluso ha sido objeto de una invasión alienígena.

## Historia

### Representaciones antiguas
Los lugares del Sistema Solar distintos de la Tierra han aparecido como escenarios en la ficción desde al menos la Antigüedad clásica.: 79 : 6  La idea de viajar a otros mundos surgió de la forma literaria establecida del viaje imaginario a lugares exóticos supuestamente en la Tierra, tipificada por la [Odýsseia] Odisea de Homero.: 80–81  Las primeras historias que visitaban el espacio exterior se dirigían a otras partes del Sistema Solar, en particular, la Luna.: 79 : 493  El erudito en ciencia ficción Adam Roberts escribe que para los griegos antiguos, específicamente, la Luna y el Sol podían considerarse parte del ámbito terrestre del «cielo», en lugar del ámbito divino de los «cielos», a diferencia de las estrellas;: 27–28  Arthur C. Clarke comenta que los planetas clásicos visibles a ojo desnudo como puntos de luz se consideraban estrellas errantes, lo que hacía impensable visitarlos.: 1  La especulación de que la Luna podría estar habitada aparece en los escritos no ficticios de Filolao y Plutarco, entre otros.: 80 : 14 : 16  Dado que el registro literario de esta era es muy incompleto, hay incertidumbre sobre los primeros viajes interplanetarios en la ficción; Roberts y el historiador de ciencia ficción Sam Moskowitz postulan que numerosas historias de este tipo anteriores a las conocidas podrían haberse perdido con el tiempo.: 80 : 29, 34 
El ejemplo más antiguo conocido es (Τὰ ὑπὲρ Θoύλην ἄπιστα) Los prodigios más allá de Thule de Antonius Diogenes, que incluye un viaje a pie que llega a la Luna yendo hacia el norte. Es una obra literaria perdida de fecha incierta, con estimaciones que van desde los 300 a. C. hasta los 100 d. C., conocida solo a través de un breve resumen en la obra de Focio de alrededor del 870, [Βιβλιοθήκη, Μυριόβιβλος] Bibliotheca o Myriobiblos Biblioteca (Focio). : 80–81 : 31 : 311 : 15 
La obra más antigua que sobrevive de este tipo es una de las dos historias de Luciano de Samosata de alrededor del 160–180 d. C.: Icaromenippus y la Alēthē diēgēmata o Verae Historiae o Historia verdadera . : 80–81 : 29, 31 : 311 : 16   En Icaromenippus, el filósofo cínico Menipo, inspirado por la historia de Ícaro, se coloca alas de pájaro en los brazos y vuela a la Luna para obtener un mejor punto de vista y resolver la cuestión de la forma de la Tierra.: 81 : 31 : 15–18 : 16 
Historia verdadera  es una parodia de cuentos de viajeros fantasiosos, en la historia, un barco es arrastrado a la Luna por un torbellino, y se descubre que los habitantes lunares, todos masculinos, están en guerra con los habitantes del Sol por la colonización de la «Estrella de la mañana»; el erudito en ciencia ficción Gary Westfahl considera esta referencia a Venus la primera aparición de cualquier planeta en el género.: 32 : 18–21 : 311 : 134–135 : 164  Después de Luciano, el viaje interplanetario cayó en gran medida en desuso durante más de un milenio, al igual que, según Roberts, el género de la ciencia ficción en su conjunto unos siglos después, al inicio de la llamada Edad Oscura.: 34 : 2 : 16 : 69 

### Revolución copernicana

Representación esquemática del modelo heliocéntrico (izquierda) y el modelo geocéntrico (derecha), donde los cuerpos del Sistema Solar giran alrededor del Sol (amarillo) y la Tierra (azul), respectivamente.

Los viajes interplanetarios volvieron a ponerse de moda con la Revolución copernicana, un proceso gradual que comenzó con la publicación en 1543 de la obra científica de Nicolás Copérnico, De revolutionibus orbium coelestium («Sobre las revoluciones de las esferas celestes»), que postula que los planetas giran alrededor del Sol en lugar de alrededor de la Tierra, y continuó hasta que las obras de Isaac Newton sobre las leyes del movimiento y la gravitación proporcionaron la base matemática necesaria para explicar completamente el modelo de Copérnico más de un siglo después.: 4–6 : 2–3  Sin embargo, hubo algunos antecedentes. En la Europa medieval, el poema de Dante Alighieri de alrededor de 1320, la Divina Commedia, visita la Luna y la retrata como el nivel más bajo del Cielo,: 135 : 37 : 60 : 456  mientras que en el poema de Ludovico Ariosto, Orlando Furioso (primera versión publicada en 1516, versión final en 1532), la Luna es donde terminan los objetos perdidos en la Tierra y es visitada por Astolfo para recuperar la cordura del personaje principal;: 16 : 311 : 4 : 39–40  Roberts considera estas narrativas separadas de la tradición de ciencia ficción de viajes al espacio exterior en la medida en que retratan los otros mundos como reinos sobrenaturales en lugar de materiales, en particular, Roberts las contrasta con el épico de Giambattista Marino de 1622, L'Adone, que aunque conserva el entonces obsoleto modelo geocéntrico al visitar la Luna, Mercurio y Venus, los trata como mundos cualitativamente similares a la Tierra.: 60–61 : 100 
Fuera de la literatura occidental, el cuento folclórico japonés de alrededor de los 800–900, Taketori Monogatari El cuento del cortador de bambú, trata sobre una princesa lunar en la Tierra que eventualmente regresa a la Luna.: 6 
La primera excursión lunar ficticia con un enfoque basado en la ciencia fue escrita por Johannes Kepler,: 16–17 : 456  una figura importante de la Revolución copernicana que proporcionó la idea clave de que las órbitas planetarias no son circulares como se había supuesto anteriormente, sino elípticas e introdujo un conjunto de tres leyes del movimiento planetario.: 5–6 : 2–3 : 257  La novela de Kepler, Somnium, a veces considerada la primera novela de ciencia ficción, fue escrita principalmente para explicar y promover el modelo copernicano.: 6 : 3 : 8 : 86, 88  El libro describe diferentes poblaciones de vida inteligente en la cara visible y la cara oculta de la Luna, ambas con adaptaciones al ciclo de día y noche de un mes de duración basadas en consideraciones exobiológicas, y su perspectiva astronómica, por ejemplo, los habitantes de la cara visible pueden determinar su ubicación en la superficie lunar y la hora del día observando la posición de la Tierra en el cielo y la fase de la Tierra, respectivamente.: 58–59 : 88–92 : 23–25 : 172  El primer borrador fue escrito en 1593, antes de ser revisado en 1609 y luego ampliado hasta la muerte de Kepler en 1630, siendo finalmente publicado póstumamente en 1634; Karl Siegfried Guthke señala que esto significa que, contrario a las percepciones de algunos eruditos, la historia apenas precede a la invención del telescopio.: 3 : 84 : 403 
También en 1634, se publicó la primera traducción al inglés de Historia verdadera A True Story de Luciano por Francis Hickes; Moskowitz acredita a esto el lanzamiento de la tendencia literaria de los viajes interplanetarios, : 81–82 : 11  mientras que Westfahl especula más modestamente que los escritores de tales historias podrían haberse inspirado en ella,: 9  y Brian Aldiss, en el libro de 1986 Trillion Year Spree: The History of Science Fiction, comenta que Luciano indudablemente influyó en escritores posteriores, pero concluye que las tendencias generales de la Era de la Exploración fueron en gran medida responsables de la profusión de viajes ficticios a la Luna.: 70 
Como aún no se había concebido un método plausible de vuelo espacial, estas historias empleaban medios de transporte sobrenaturales o intencionalmente poco realistas, o hacían que los personajes visitaran los lugares remotos en sueños.: 493 : 23–24 : 16  Somnium de Kepler, aunque representa las condiciones en la Luna de acuerdo con la ciencia más actualizada disponible en ese momento, emplea un demon  para realizar el viaje.: 6–7 : 493 : 70–71 : 6 : 3 : 8  La novela publicada póstumamente en 1638 de Francis Godwin, The Man in the Moone, usa aves migratorias para llegar a la Luna, donde se descubre una utopía.: 17–18 : 71–72 : 6 : 4  El libro de Godwin fue tanto popular como influyente, e inspiró a John Wilkins a añadir una discusión sobre las consideraciones prácticas de viajar a la Luna a la tercera edición de su obra de no-ficción especulativa de 1638, The Discovery of a World in the Moone, publicada en 1640;: 4 : 32–33  La obra de Wilkins también contiene una referencia temprana a la colonización de la Luna, tratándola como una consecuencia natural de resolver el problema del transporte.: 18 : 62 : 490  La novela publicada póstumamente en 1657 de Cyrano de Bergerac, Comical History of the States and Empires of the Moon, y su secuela de 1662, Comical History of the States and Empires of the Sun, representan viajes a la Luna y al Sol, ambos encontrados habitados, con el protagonista de la novela de Godwin encontrado en la Luna, usando varios dispositivos, incluyendo el primer cohete ficticio.: 82 : 4–5 : 63–64 

### La pluralidad de mundos
A finales de los 1500 y principios de los 1600, la idea de la pluralidad de mundos, que otros cuerpos celestes en el Sistema Solar, y tal vez también fuera de él, son mundos como la Tierra y posiblemente habitados, era controvertida, especialmente en las partes católicas de Europa, porque parecía contradecir las creencias religiosas establecidas que afirmaban la primacía de la Tierra y la humanidad; Giordano Bruno fue condenado por herejía y ejecutado en 1600 en parte por esta creencia.: 7–8 : 51–53, 64 : 380 : 59  A mediados de los 1600, sin embargo, la controversia había disminuido hasta cierto punto y el tema apareció en los escritos de Cyrano y otros;: 8 : 64–65  para finales del siglo, era ampliamente aceptado.: 36 : 199  Dos obras jugaron un papel importante en la popularización del concepto, la obra de Bernard Le Bovier de Fontenelle de 1686, Entretiens sur la pluralité des mondes, y la obra publicada póstumamente en 1698 de Christiaan Huygens, Cosmotheoros.: 199 : 27  Ambas son principalmente obras literarias más que científicas; Guthke toma el aparente amplio atractivo de Cosmotheoros como evidencia de que los lectores contemporáneos lo veían principalmente como ciencia ficción.: 239  Hay muchas similitudes entre las dos obras, pero difieren en su concepción de los habitantes de los otros planetas; Fontenelle describe formas de vida diversas y fundamentalmente no humanas adaptadas a las diferentes condiciones ambientales de la Luna y los planetas del Sistema Solar, mientras que Huygens describe seres que son esencialmente humanos argumentando que la Tierra no debería ser única en este sentido.: 5 : 239–241 : 36–40 : 53 : 41–45  Además de representar una pluralidad de mundos en el Sistema Solar, la obra de Fontenelle también popularizó la noción relacionada de que otras estrellas podrían tener sistemas planetarios propios como el Sol;: 500 : 375  mientras descarta al Sol y a las estrellas como posibles moradas de vida, afirma que hay planetas orbitando las estrellas fijas no visibles que también están habitados.: 40 

### A lo largo del siglo XVIII
La literatura de ficción sobre el Sistema Solar continuó adoptando principalmente la forma de sátiras y ficción utópica hasta finales del siglo XIX;: 7  Roger Lancelyn Green escribe que los avances científicos de la época podrían explicar el predominio del modo satírico durante la última parte del siglo XVII y el siglo XVIII,: 54–56  mientras que J. O. Bailey señala que la sátira «se profundizó y se volvió más filosófica» en este período, mientras que el enfoque de Kepler de adherirse a hechos científicos conocidos solo fue emulado esporádicamente.: 23–24  Westfahl comenta que hasta el siglo XVIII, los autores invariablemente imaginaban que otros planetas tendrían habitantes similares a los humanos y usaban ubicaciones extraterrestres para realizar comentarios sociales, en lugar de concebir sociedades verdaderamente alienígenas, como se volvió común más tarde en la historia de la ciencia ficción.: 10  La escritora pionera de ciencia ficción feminista, Margaret Cavendish, en su novela de 1666 The Blazing World, que describe otro planeta unido a la Tierra en el Polo Norte, incluye tanto elementos utópicos como una sátira de la Royal Society, el establecimiento científico de la época.: 72–73 : 62–63 : 10 : 484  La novela de 1690 de Gabriel Daniel, A Voyage to the World of Cartesius, utiliza un viaje a la Luna y más allá para satirizar las ideas de René Descartes, mostrando que producen resultados absurdos (como que las estrellas sean invisibles y que las mareas no existan) y representando el espíritu de Descartes ocupado en corregir los errores de Dios.: 79 : 101 : 9 : 54–56  Los viajes a la Luna sirven como vehículos para la sátira del sistema político británico en la novela de 1705 de Daniel Defoe, The Consolidator, y de la Burbuja de los mares del Sur en la novela de 1727 de Samuel Brunt, A Voyage to Cacklogallinia.: 57–61 : 108–109  Entre las raras excepciones a esta tendencia están la historia de 1744 de Eberhard Christian Kindermann, «Die Geschwinde Reise», que describe un viaje a una luna de Marte que el autor creía erróneamente haber descubierto, y la novela de 1750 de Chevalier de Béthune, Relation du Monde de Mercure, la primera novela centrada específicamente en Mercurio.: 106 : 456–457 : 9–10 
El ejemplo de Cyrano de emplear cohetes para atravesar el espacio no fue seguido.: 82  Se exploraron diversos medios de transporte, pero la plausibilidad seguía siendo esquiva;: 23–24  Brian Stableford, en la obra de referencia de 2006 Science Fact and Science Fiction: An Encyclopedia, describe esto como «un desafío incómodo» y comenta que las máquinas voladoras no parecían más realistas que otros medios de vuelo en una era anterior a la aeronáutica.: 493  El planeta en The Blazing World de Cavendish es accesible a pie, como en Of the Wonderful Things Beyond Thule.: 62–63 : 10  La obra anónima de 1690 Selenographia: The Lunarian, or Newes from the World in the Moon to the Lunaticks of This World utiliza una cometa para llegar a la Luna,: 7 : 62 : 152–154  mientras que la obra de 1703 de David Russen, Iter Lunare, imagina un lanzamiento mediante una enorme catapulta accionada por un resorte y anticipa el riesgo de no alcanzar la Luna,: 82–83 : 21 : 57  y The Consolidator de Defoe utiliza una máquina de alas móviles impulsada por una especie de motor de combustión interna.: 83 : 57–58  El enfoque opuesto de alienígenas visitando la Tierra apareció por primera vez en la obra de 1752 de Voltaire, Micromégas, donde un alienígena de Sirio y otro de Saturno llegan a la Tierra,: 98 : 7  pero esto siguió siendo un motivo raro.: 110  La invención del globo en 1783 hizo que los vuelos dentro de la atmósfera terrestre fueran más populares a expensas de los viajes espaciales, y demostró que la exposición a condiciones de gran altitud no es sobrevivible para humanos sin protección, pero el globo, sin embargo, se convirtió en un vehículo común para viajes interplanetarios, un papel que continuó desempeñando hasta la novela anónima de 1873 A Narrative of the Travels and Adventures of Paul Aermont among the Planets.: 493 : 5 : 22 

### Verosimilitud
Para la segunda mitad del siglo [...] las historias de viajes espaciales se volvieron más comunes y más científicas. Sin duda, los grandes logros de ingeniería de la era victoriana habían producido un sentimiento de optimismo: se había logrado tanto que tal vez incluso el puente del espacio ya no era un sueño totalmente imposible.
Arthur C. Clarke, 1959: 5 

El siglo XIX vio la emergencia de un mayor grado de verosimilitud en las historias sobre viajes espaciales, especialmente en la última parte del siglo.: 493 : 5 : 15  La novela de 1827 de George Tucker, A Voyage to the Moon (publicada bajo el seudónimo Joseph Atterley), es el ejemplo más antiguo conocido de antigravedad tratada desde un ángulo científico en lugar de sobrenatural y empleada para viajes interplanetarios.: 7 : 45 : 156  Edgar Allan Poe fue estudiante en la Universidad de Virginia en 1826 mientras Tucker era profesor allí y se sabe que leyó su libro; en 1835, Poe publicó una historia propia sobre un viaje lunar, The Unparalleled Adventure of One Hans Pfaall.: 85 : 45–47  La historia de Poe contiene una mezcla de elementos que dan credibilidad a la narrativa y otros caprichosos, y el prefacio incluye una solicitud jocosa para aumentar la verosimilitud en los relatos de viajes espaciales de otros autores.: 493 : 45–46 : 140–143  Una secuela prometida de Hans Pfaall nunca se materializó, posiblemente debido a la publicación del llamado Great Moon Hoax de Richard Adams Locke unas semanas después, que afirmaba que John Herschel había descubierto vida en la Luna a través de un telescopio.: 7–8 : 46–47  La novela seudónima de 1864 de Chrysostom Trueman, The History of a Voyage to the Moon, reutiliza el mecanismo de antigravedad para el vuelo espacial y dedica más de la mitad de su longitud a los detalles de la nave espacial y el viaje.: 86 : 20 : 156  La novela de 1865 de Achille Eyraud, Voyage à Venus, la primera novela centrada específicamente en Venus, fue también una de las primeras  desde la Comical History de Cyrano en usar un motor de reacción o propulsión de cohetes para viajes espaciales, aquí, una versión basada en agua.: 86 : 157–158 : 164–165  Tomando el prefacio de Poe al pie de la letra, Julio Verne se esforzó por escribir sobre un viaje lunar creíble. En la novela de 1865 de Verne, From the Earth to the Moon, y su secuela de 1870, Around the Moon, una nave es lanzada al espacio por un gran cañón antes de orbitar la Luna y regresar a la Tierra. Sobre el modo de viaje, Clarke señala que el lanzamiento balístico inicial en realidad no sería sobrevivible, y que aunque la nave espacial utiliza cohetes para la dirección, aparentemente no se le ocurrió a Verne que podrían usarse para el resto del viaje. Clarke además postula que la ausencia de un aterrizaje lunar en la historia puede explicarse por la falta de un modo plausible para regresar a la Tierra después.: 493 : 5 : 47–48 

### La ascensión de Marte

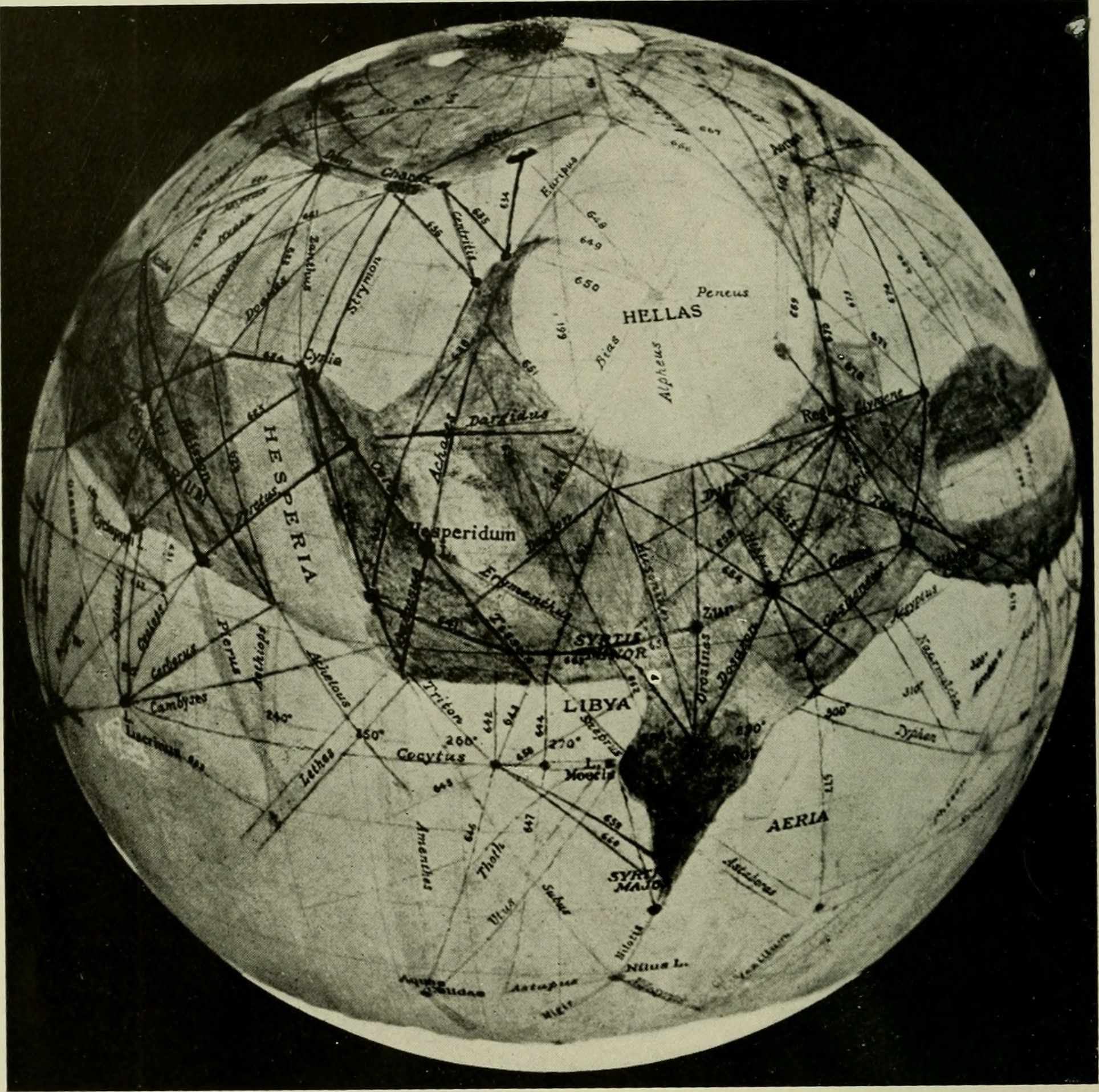
Globo de Marte basado en un dibujo de Percival Lowell, que muestra los supuestos canales marcianos.

La Luna siguió siendo el objeto celeste más popular en la ficción, con el Sol en un distante segundo lugar, hasta que Marte los superó a ambos a finales del siglo XIX.: 110  Aunque Urano fue descubierto en 1781 y Neptuno en 1846, ninguno recibió mucha atención de los escritores.: 83 : 485  De manera similar, los primeros asteroides fueron descubiertos a principios del siglo XIX, pero apenas aparecieron en la ficción durante el resto del siglo.: 40 : 140  Dos factores principales contribuyeron a que Marte reemplazara a la Luna como la ubicación más favorecida: los avances en astronomía habían determinado que la Luna no era habitable, mientras que Marte, por el contrario, parecía cada vez más probable que lo fuera. En particular, durante la oposición de Marte en 1877, el astrónomo italiano Giovanni Schiaparelli anunció el descubrimiento de estructuras lineales que denominó canali (literalmente «canales», pero ampliamente traducido como «canal») en la superficie marciana.: 11–12 : 105–107 : 29  Estos supuestos canales marcianos fueron interpretados de diversas maneras como ilusiones ópticas (como se determinó más tarde), características naturales o construcciones artificiales; Percival Lowell popularizó la noción de que eran vastos proyectos de ingeniería de una civilización marciana avanzada a través de una serie de libros de no ficción publicados entre 1895 y 1908.: 3–4  La primera novela centrada específicamente en Marte fue la novela de 1880 de Percy Greg, Across the Zodiac,: 29 : 204  que presenta una forma de antigravedad llamada apergia;: 88 : 156 : 107–108  el término fue adoptado posteriormente en muchas otras obras, tanto de ficción como de no ficción, incluyendo la novela de 1894 de John Jacob Astor IV, A Journey in Other Worlds, que visita Júpiter y Saturno.: 69–70 : 155 : 369–370  Los viajes a Marte por antigravedad también aparecen en la novela de 1889 de Hugh MacColl, Mr. Stranger's Sealed Packet, la novela de 1890 de Robert Cromie, A Plunge into Space, y la novela de 1894 de Gustavus W. Pope, Journey to Mars.: 88 : 112, 114–115 : 44, 46 
Dos novelas de 1897, Auf zwei Planeten de Kurd Lasswitz y The War of the Worlds de H. G. Wells, utilizaron marcianos más avanzados que los humanos para introducir un concepto completamente nuevo, la invasión alienígena de la Tierra.: 29 : 51, 54 : 19 : 382–383, 390  En Auf zwei Planeten, los marcianos son criaturas similares a los humanos que inicialmente tienen intenciones benévolas para la Tierra, pero gradualmente terminan actuando como una poder colonial ocupante, mientras que los marcianos en The War of the Worlds son completamente inhumanos y están empeñados en la conquista.: 177–178 : 383–384  Ambas novelas tuvieron un gran impacto, Auf zwei Planeten fue traducida a varios idiomas y fue muy influyente en Europa continental, pero no recibió una traducción al inglés hasta la década de 1970, lo que limitó su impacto en el mundo anglófono; mientras que The War of the Worlds se considera una de las obras más influyentes en la historia de la ciencia ficción y ha recibido multitud de adaptaciones, parodias y secuelas de otros autores.: 382 : 71 : 205–206 
Además de Marte, la Luna aún aparecía ocasionalmente como escenario durante este tiempo, aunque estaba mayormente relegada a cuentos infantiles y cuentos de hadas.: 133  Una de las excepciones fue la novela de 1901 de Wells, The First Men in the Moon, que llega a la Luna mediante un material antigravitacional llamado Cavorita y sitúa la vida en el interior de la Luna en lugar de en la superficie visiblemente sin vida;: 138–142 : 110–112  la primera película de ciencia ficción, el cortometraje de 1902 de Georges Méliès, Le voyage dans la lune, está basado libremente en los viajes lunares de Wells y Verne.: 275  Venus también apareció en obras como la novela de 1897 de John Munro, A Trip to Venus, y la novela de 1909 de Garrett P. Serviss, A Columbus of Space, pero nunca alcanzó el mismo nivel de popularidad que Marte.: 164 : 164–165 : 113 

Barsoom y sus derivados dominaron la ficción interplanetaria de la primera mitad del siglo.
Robert Markley, "Dying Planet: Mars in Science and the Imagination" (2005): 182–183 

La historia interplanetaria en general, y Marte en particular, recibió un impulso adicional en popularidad con la serie Barsoom de Edgar Rice Burroughs de 1912–1943, comenzando con A Princess of Mars.: 80 : 72 : 156  Barsoom, como se conoce esta versión de Marte, está habitado por una amplia variedad de plantas y criaturas exóticas, incluyendo varias razas sensibles y una civilización avanzada en declive; Westfahl lo describe como el Marte más famoso y mejor desarrollado en la ciencia ficción.: 80 : 153–154  Esta representación de Marte estuvo inspirada al menos en parte por las especulaciones de Lowell, aunque prestando poca atención a los detalles científicos del debate sobre los canales en favor de proporcionar un escenario adecuado para aventuras emocionantes.: 16 : 156 : 156  Las historias y el escenario inspiraron a muchos otros autores, como Leigh Brackett, a seguir su ejemplo, aunque a menudo utilizando otras ubicaciones en el Sistema Solar y ocasionalmente incluso más allá.: 72 : 154 : 23–24  Stableford comenta en Anatomy of Wonder: A Critical Guide to Science Fiction que aunque el subgénero que Burroughs lanzó así es conocido como el romance planetario, el escenario extraterrestre era en gran medida incidental, elegido no porque se creyera que otros planetas coincidieran con las descripciones ficticias, sino porque se sabía que la Tierra no lo hacía.: 23–24 

### La era delpulp

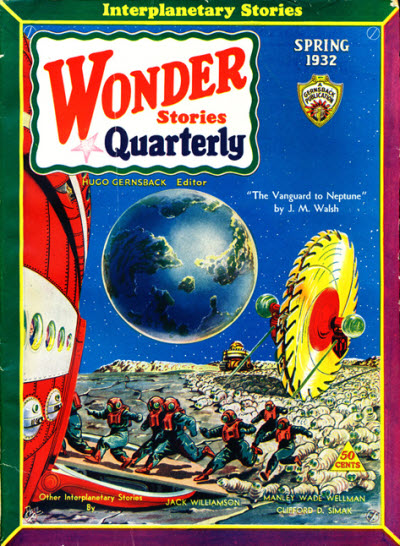
Portada de Wonder Stories Quarterly de Gernsback, primavera de 1932, con el texto «Historias interplanetarias» sobre el título de la revista. El arte de portada de Frank R. Paul representa la novela de J. M. Walsh The Vanguard to Neptune, y el texto en la parte inferior promete «Otras historias interplanetarias» de Jack Williamson, Manly Wade Wellman y Clifford D. Simak.

Roberts escribe que la primera mitad del siglo XX se caracterizó por una creciente divergencia entre lo que podría denominarse «arte elevado» y «cultura popular», esta última representada en la ciencia ficción por las revistas pulp.: 229, 246  La primera revista de ciencia ficción fue Amazing Stories, lanzada por Hugo Gernsback en 1926.: 16–17 : 23  Esto se considera comúnmente el inicio de la era del pulp de la ciencia ficción,: 109 : 45  aunque para entonces las historias de ciencia ficción ya se publicaban regularmente en revistas pulp no especializadas en el género durante décadas (por ejemplo, A Columbus of Space de Serviss y A Princess of Mars de Burroughs aparecieron primero en The All-Story Magazine), y la mayoría de la ciencia ficción seguía publicándose en revistas pulp generales en lugar de las específicas de ciencia ficción.: 15 : 21 : 257  Gernsback descubrió que las historias interplanetarias eran las favoritas de sus lectores y decidió atender esta preferencia; una de sus revistas, Wonder Stories Quarterly, llevaba el texto «Historias interplanetarias» sobre el título desde el número de primavera de 1931, y el bibliógrafo de ciencia ficción E. F. Bleiler señala que dos tercios de las historias en estos números erau interplanetarias, con la gran mayoría del resto siendo «marginales o relacionadas».: 9 : 596–597  Moskowitz comenta que las acciones de Gernsback, y la respuesta de sus competidores a su vez, aceleraron la evolución de «lo que se convertiría en el tema más popular de la ciencia ficción».: 9 
El siglo XX vio el surgimiento de un nuevo subgénero, el romance planetario, en obras como la serie Barsoom de Burroughs.: 7 : 23  Estas historias florecieron en las nuevas revistas pulp,: 29  y el subgénero alcanzó su apogeo entre las décadas de 1930 y 1950.: xiii  Las obras de este tipo típicamente retrataban a Marte como un planeta desértico y a Venus cubierto de selva.: 7  Finalmente, el subgénero se trasladó a localizaciones fuera del Sistema Solar.: 24 
Westfahl comenta que «las décadas de 1930 estuvieron dominadas por óperas espaciales ambientadas dentro del sistema solar», señalando que en el catálogo de obras de ciencia ficción temprana compilado por E. F. Bleiler y Richard Bleiler en la obra de referencia de 1998 Science-Fiction: The Gernsback Years, que lista todas las historias publicadas en revistas de ciencia ficción entre 1926 y 1936, Marte aparece en más del 10% de las historias y Venus alrededor del 7%.: 165 : 146 
Las obras ambientadas en la Luna fueron menos comunes debido al deseo de representar vida alienígena y la aparente falta de vida en la superficie lunar, aunque algunos escritores sortearon este problema colocando vida bajo tierra, como hizo Wells en The First Men in the Moon; ejemplos incluyen a Burroughs en la novela de 1926 The Moon Maid, donde la Luna es hueca, y a P. Schuyler Miller en el cuento de 1931 Dust of Destruction.: 137 : 457  Esto se convirtió más tarde en una forma popular de evitar la necesidad de trajes espaciales en las películas de ciencia ficción de las décadas de 1950 y 1960.: 137  De manera similar, los valles lunares profundos que contienen bolsas de aire capaces de sostener vida aparecen en obras como la película de 1929 de Frau im Mond, Fritz Lang y el cuento de 1930 de Victor Rousseau Emanuel The Lord of Space; el concepto había aparecido anteriormente en la novela de 1901 de George Griffith A Honeymoon in Space.: 137–138  Otras representaciones de formas de vida lunares de esta era las confinan al pasado distante o al lado oculto de la Luna.
Plutón fue descubierto en 1930 y fue relativamente popular en la ficción en las décadas siguientes como el aparente planeta más externo del Sistema Solar. Su popularidad superó a la de Urano y Neptuno;: 242  Stableford postula que su popularidad inicial puede atribuirse, al menos en parte, a su reciente descubrimiento.: 382 
Las historias que involucran a los cuatro planetas gigantes del Sistema Solar exterior, Júpiter, Saturno, Urano y Neptuno, los retrataban erróneamente como planetas rocosos.: 486 : 553–554 : 379–380  Esto continuó hasta finales de la década de 1950.: 255 
La colonización del Sistema Solar se convirtió en un tema recurrente en esta era.: 7  Aunque había habido un pequeño número de antecedentes como el poema de 1737 de Thomas Gray Luna Habilitatis, la novela de 1874 de Andrew Blair Annals of the Twenty-Ninth Century, y la novela de 1900 de Robert William Cole The Struggle for Empire: A Story of the Year 2236, el motivo no había ganado tracción, y obras como la novela de 1930 de Olaf Stapledon Last and First Men lo retrataban como un acto de máxima desesperación.: 93 
Esta fue también la era en la que las historias que se extendían más allá de los confines del Sistema Solar comenzaron a aparecer regularmente; los ejemplos anteriores habían sido escasos y esporádicos.: 19 : 501 

### La era espacial
Una «zona crepuscular clemente en un Mercurio que gira sincrónicamente», un «Venus de selva y pantano», y un «Marte infestado de canales», aunque todos son dispositivos clásicos de la ciencia ficción, están, de hecho, basados en malentendidos anteriores de los científicos planetarios.
Carl Sagan, 1978.

Los avances en ciencia planetaria en los primeros años de la era espacial dejaron obsoletas las nociones anteriores sobre las condiciones de varios lugares del Sistema Solar.: 69–74 
De manera similar, el éxito de Apolo 11 en 1969 marcó el fin de las historias sobre aterrizajes ficticios en la Luna.: 313 
Los planetas del Sistema Solar solo aparecieron esporádicamente como escenarios en la década de 1970.: xvi  En cambio, las localizaciones extrasolares se convirtieron en las favoritas.: 7 : 9  Hubo un resurgimiento hacia finales del siglo con temas como la terraformación.: 7 : xvi 
Los juegos, tanto videojuegos como juegos de mesa, usan localizaciones del Sistema Solar como escenarios con poca frecuencia, y típicamente como un tipo de elemento de fondo exótico intercambiable.: 8 

## Viajes planetarios
Recorrer los diversos mundos del Sistema Solar, a veces llamado Grand Tour, es un motivo recurrente.: 16–17 : 375–376  La primera historia de este tipo fue la obra de 1656 de Athanasius Kircher Itinerarium exstaticum,: 16  que también participó en el debate cosmológico en curso entre el modelo heliocéntrico y geocéntrico, finalmente respaldando el sistema intermedio sistema tychónico.: 68–70 : 100  Las obras de Fontenelle Entretiens sur la pluralité des mondes y de Huygens Cosmotheoros también recorren el Sistema Solar en sus exploraciones de la pluralidad de mundos más tarde en el siglo, aunque en ambos casos los viajes son mentales en lugar de físicos.: 239 : 58–62 : 312 

## Componentes ficticios

Diagrama esquemático de las órbitas de los planetas ficticios Vulcano, Contra-Tierra, y Faetón en relación con los cinco planetas más internos del Sistema Solar.

Diversos componentes imaginarios del Sistema Solar han aparecido en la ficción.: 375 : 539–540  Equivalentes en el espacio exterior del Mar de los Sargazos aparecen ocasionalmente.: 540 

### Lunas adicionales de la Tierra
La astrofísica Elizabeth Stanway escribe que las historias sobre lunas adicionales de la Tierra típicamente proporcionan alguna explicación de por qué estas lunas no han sido detectadas antes, como ser muy pequeñas o haber entrado recientemente en la órbita de la Tierra, y que en gran parte cayeron en desuso con la llegada de la era espacial. En la novela de 1813 de Willem Bilderdijk A Short Account of a Remarkable Aerial Voyage and a Discovery of a New Planet, una luna pequeña orbita la Tierra dentro de la atmósfera y, por lo tanto, es alcanzable en globo.: 312 : 126  En el cuento de 1892 de Mary Platt Parmele Ariel, or the Author's World, la segunda luna ha evadido la detección al estar constantemente en el lado de la Tierra que enfrenta al Sol, mientras que en la novela de 1944 de Léon Groc La planète de cristal es debido a que es transparente.: 312